# Saison 4 de Caïn
Chronologie
Saison 3 Saison 5
Cet article présente les épisodes de la quatrième saison de la série télévisée Caïn.

## Distribution

### Acteurs principaux
- Bruno Debrandt : Capitaine Frédéric « Fred » Caïn
- Julie Delarme : Lieutenant Lucie Delambre
- Frédéric Pellegeay : Commandant Jacques Moretti
- Smadi Wolfman : Dr Elizabeth Stunia
- Mourad Boudaoud : Lieutenant Borel
- Davy Sanna : Ben, fils de Fred et Gaëlle

## Liste des épisodes

### Épisode 1:Les prisonnières
- France : 1er avril 2016 sur France 2

- Bruno Wolkowitch
- Gérard Desarthe
- Guillaume Faure : Victor Suquet

### Épisode 2:Le crépuscule des idoles
- France : 1er avril 2016 sur France 2

- François-Dominique Blin : Franck Carsenti
- Julien Crampon : Jérémie
- Thierry Godard : Professeur Etienne Courcelles
- Carlotte Hamer : La mère de Léa
- Charlie Joirkin : Cécile
- Léo Legrand : Alix
- Hélène Médigue : Martine Keller
- Flora Monrose : Fatou
- Nolwenn Moreau : La mère de Jérémie
- Margaux Ponchelet : Léa
- Hélène Seuzaret : Sonia Darlan
- Stéphane Vasseur : Le substitut

### Épisode 3:Tout sur Lucie
- France : 8 avril 2016 sur France 2

### Épisode 4:Pour vivre heureux
- France : 8 avril 2016 sur France 2

- Jérôme Care-Aulanier : le garde-côte

### Épisode 5:Infiltrée: 1re partie
- France : 15 avril 2016 sur France 2

### Épisode 6:Infiltrée:2epartie
- France : 15 avril 2016 sur France 2

### Épisode 7:Justice 2.0
- France : 22 avril 2016 sur France 2

### Épisode 8:L'étoile filante
- France : 22 avril 2016 sur France 2

### Épisode 9:Le grand saut
- France : 29 avril 2016 sur France 2

### Épisode 10:La traversée
- France : 29 avril 2016 sur France 2